# Грэм, Уинстон
Уинстон (Грэм) Грэхем (англ. Winston Graham; 30 июня 1908, Манчестер, Ланкашир — 10 июля 2003, Лондон) — английский писатель, наиболее известный по серии исторических романов о семье Полдарк.

## Биография
В 17 лет переехал в Перранпорт, Корнуолл, где прожил 34 года. Его первый роман «Дом с витражом» был опубликован в 1934, а первый роман из серии Полдарк, «Росс Полдарк», — в 1945 году; впоследствии появилось ещё 11 романов этой серии, последний — «Белла Полдарк», вышел в 2002 году. Серия была создана в Корнуолле, в непосредственной близости от Перранпорта, где Грэхем провёл большую часть своей жизни. Первые семь романов были экранизированы Би-Би-Си в качестве сериала и впервые показаны в Великобритании в период между 1975 и 1977. Трансляция была настолько успешной, что некоторые викарии переносили или отменяли церковные службы, чтобы не пересекаться с сериалом. Помимо романов серии о Полдарках, наиболее успешной работой Грэхема был «Марни» (1964), — триллер, снятый Альфредом Хичкоком с Шоном Коннери в главной роли.
Грэхем был успешным автором; он написал около тридцати романов, помимо полдарковской серии, в том числе шпионские триллеры и детективы. Грэхем также написал историю испанской Армады и ряд исторических романов. В 1939 году он женился на Джин Уильямсон, женщине, которую он впервые встретил в 1926 году, когда ей было 13 лет. Она умерла в декабре 1992 года. В юности он был страстным игроком в теннис и тщательно вёл записи, сколько он отыграл в тот или иной день. Он жил в Перранпорте с 1925 до 1959 года, затем недолго на юге Франции в 1960 году, а затем поселился в Восточном Суссексе. Был председателем Общества авторов и членом Королевского литературного общества, а в 1983 удостоен ордена Британской империи.
Автобиография Грэма, «Воспоминания простого человека», была опубликована в 2003 году. В Великобритании присуждается историческая премия имени Уинстона Грэхема. Большинство рукописей Уинстон Грэхема и документы были переданы в Королевский институт Корнуолла его сыном Эндрю и дочерью Розамунд.

### Издания на русском языке
Приведены только сольные книги, хотя романы Грэхема публиковались и в сборниках.
1. Энджелл, Перл и Маленький Божок. М.: Панорама, 1993 г. ISBN 5-85220-247-9
2. Корделия. М.: Арт Дизайн, 1994 г. Серия: Голубая луна. ISBN 5-85369-003-5
3. Фортуна — женщина. М.: Арт Дизайн, 1994 г. Серия: Голубая луна. ISBN 5-85369-008-6
4. Я могу сделать это… Челябинск: Урал-Пресс, 1994 г. Серия: Криминальная коллекция. ISBN 5-86610-050-9
5. Прогулочная трость. М.: Центрполиграф, 1995 г. Серия: Мастера остросюжетного детектива. ISBN 5-218-00018-3

### Книги
The Poldark Series
- 1945 — Ross Poldark
- 1946 — Demelza
- 1950 — Jeremy Poldark
- 1953 — Warleggan
- 1973 — The Black Moon
- 1976 — The Four Swans
- 1977 — The Angry Tide
- 1981 — The Stranger from the Sea
- 1983 — Poldark’s Cornwall (non-fiction)
- 1982 — The Miller’s Dance
- 1984 — The Loving Cup
- 1990 — The Twisted Sword
- 2002 — Bella Poldark

### Другие работы
- 1934 — House with Stained Glass Windows
- 1935 — Into the Fog
- 1935 — The Riddle of John Rowe
- 1936 — Without Motive
- 1937 — The Dangerous Pawn
- 1938 — The Giant’s Chair
- 1939 — Keys of Chance
- 1939 — Strangers Meeting
- 1940 — No Exit
- 1941 — Night Journey
- 1942 — My Turn Next
- 1944 — The Merciless Ladies
- 1945 — The Forgotten Story
- 1947 — Take My Life
- 1949 — Cordelia / Корделия
- 1950 — Night without Stars
- 1953 — Fortune Is a Woman / Фортуна — женщина
- 1955 — The Little Walls / Барьеры
- 1956 — The Sleeping Partner
- 1957 — Greek Fire
- 1959 — The Tumbled House
- 1961 — Marnie / Марни
- 1963 — The Grove of Eagles
- 1965 — After the Act
- 1967 — The Walking Stick / Прогулочная трость
- 1970 — Angel, Pearl and Little God / Энджелл, Перл и Маленький Божок
- 1971 — The Japanese Girl
- 1972 — The Spanish Armadas
- 1982 — The Cornish Farm
- 1986 — The Green Flash
- 1992 — Stephanie
- 1995 — Tremor
- 1998 — The Ugly Sister
- 2003 — Memoirs of a Private Man

## Экранизации
1. Возьми мою жизнь (Take My Life, Великобритания, 1947)
2. Беззвёздная ночь (Night Without Stars, Великобритания, 1951)
3. Фортуна — женщина (Fortune Is a Woman, Великобритания, 1957)
4. Карнавал преступлений (Sócio de Alcova/Carnival of Crime, Аргентина-Бразилия-США-Испания, 1962) — по роману «The Sleeping Partner»
5. Марне (Marnie, США, 1964)
6. Спящий партнёр (The Sleeping Partner, Великобритания, 1967)
7. Убийство в опере (Mord nach der Oper, ФРГ, 1969) — по роману «Take My Life»
8. Прогулочная трость (The Walking Stick, Великобритания, 1970)
9. Семья Полдарк (Poldark, Великобритания, 1975—1977, телесериал, 24 серии)
10. Семья Полдарк (Poldark, Великобритания, 1996) — по роману «The Stranger from the Sea»
11. Полдарк (Poldark, Великобритания, 2015-2019, телесериал, 5 сезонов)